# 耶松船厂

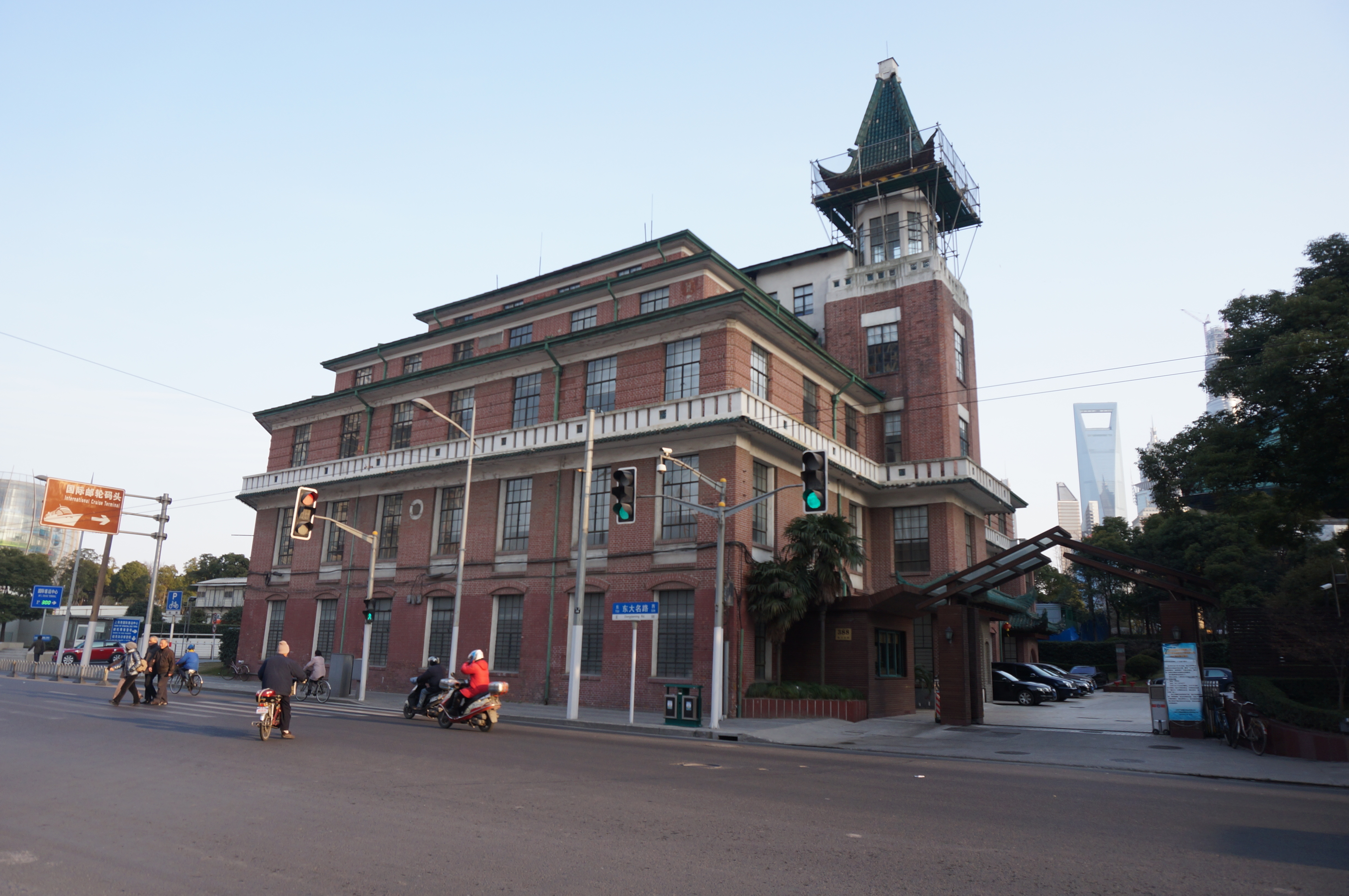
耶松船厂

原英资耶松船厂（英語：Shanghai Dock & Engineering Company）曾是中国规模最大的英资工程企业之一，上海的一座历史建筑，位于今虹口区东大名路378号，靠近外滩，坐北朝南。该建筑建于1908年，为5层红砖建筑，缅甸风格，顶部设绿瓦方形锥顶翘檐塔亭，花岗石贴面。该建筑后为北方局、上海远洋运输公司。
1994年，该建筑已被列为第二批上海市优秀历史建筑，编号F-Ⅲ-005。